# Gonostomatidae
Gonostomatidae é uma família de peixes da ordem Stomiiformes.

## Classificação
Família Gonostomatidae
- Gênero Bonapartia
  - Bonapartia pedaliota Goode & Bean, 1896
- Gênero Cyclothone
  - Cyclothone acclinidens Garman, 1899
  - Cyclothone alba Brauer, 1906
  - Cyclothone atraria Gilbert, 1905
  - Cyclothone braueri Jespersen & Tåning, 1926
  - Cyclothone kobayashii Miya, 1994
  - Cyclothone livida Brauer, 1902
  - Cyclothone microdon (Günther, 1878)Cyclothone microdon
  - Cyclothone obscura Brauer, 1902

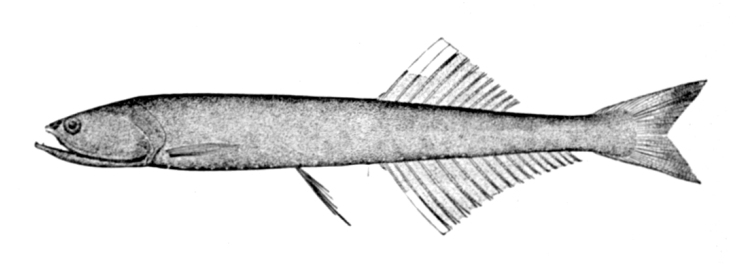
Cyclothone microdon

  - Cyclothone pacifica Mukhacheva, 1964
  - Cyclothone pallida Brauer, 1902
  - Cyclothone parapallida Badcock, 1982
  - Cyclothone pseudopallida Mukhacheva, 1964
  - Cyclothone pygmaea Jespersen & Tåning, 1926
  - Cyclothone signata Garman, 1899
- Gênero Diplophos
  - Diplophos australis Ozawa, Oda & Ida, 1990
  - Diplophos orientalis Matsubara, 1940
  - Diplophos pacificus (Mukhacheva, 1964)
  - Diplophos rebainsi Krefft & Parin, 1972
  - Diplophos taenia Günther, 1873Diplophos taenia
- Gênero Gonostoma

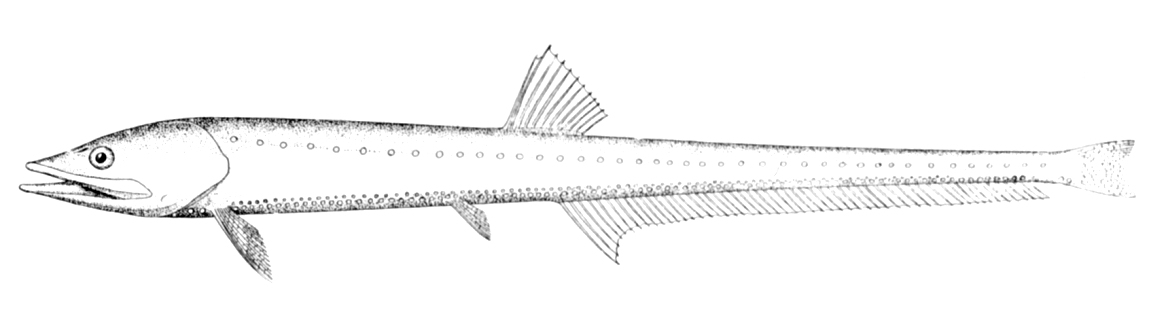
Diplophos taenia

  - Gonostoma atlanticum Norman, 1930
  - Gonostoma bathyphilum (Vaillant, 1884)Gonostoma bathyphilum

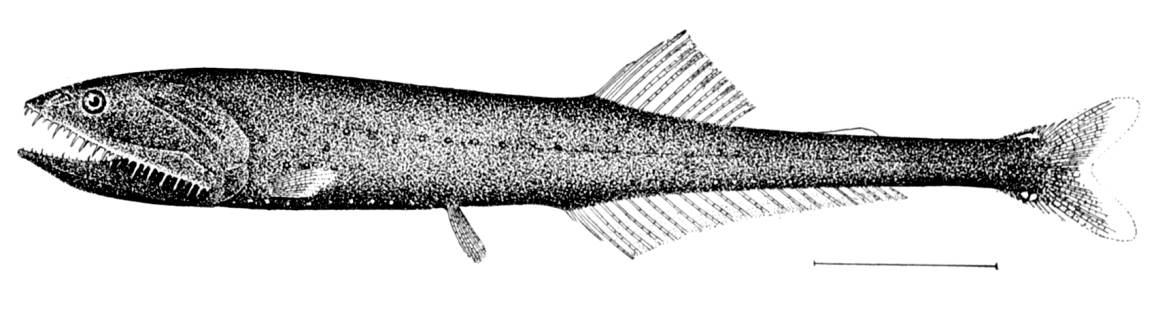
Gonostoma bathyphilum

  - Gonostoma denudatum Rafinesque, 1810
  - Gonostoma elongatum Günther, 1878
  - Gonostoma longipinnis Mukhacheva, 1972
- Gênero Margrethia
  - Margrethia obtusirostra Jespersen & Tåning, 1919
  - Margrethia valentinae Parin, 1982
- Gênero Manducus
  - Manducus greyae (Johnson, 1970)
  - Manducus maderensis (Johnson, 1890)
- Gênero Sigmops
  - Sigmops ebelingi (Grey, 1960)
  - Sigmops gracilis (Günther, 1878)
- Gênero Triplophos
  - Triplophos hemingi (McArdle, 1901)